# Подільсько-Вигурівська лінія
Поді́льсько-Вигу́рівська лі́нія — перспективна лінія Київського метрополітену, будівництво якої триває. Лінія покликана сполучити центральну частину міста з житловим масивом Вигурівщина-Троєщина, значно покращивши транспортну доступність цього району. У 2020 році планувалося, що повна довжина лінії з усіма 22 станціями становитиме 31 км.
Проєкт розроблявся з початку 1990-х років, і протягом цього часу лінія мала декілька робочих назв: Подільсько-Воскресенська та Вокзально-Воскресенська. Сучасну назву лінія отримала у 1997 році.

## Проєктування
Вперше лінія   з'явилася на схемі ліній метрополітену у довіднику «Київ», виданому 1982 року. На той час планувалося, що вона має пройти від Жулян через Солом'янку, залізничний вокзал, Лук'янівку та Контрактову площу новим мостом на лівобережжя. Через житловий масив Вигурівщина-Троєщина лінію планували будувати мілким заляганням вздовж проспекту Червоної Калини зі станціями біля перетину з головними вулицями масиву. Однак, внаслідок протестів громадськості, трасування лінії Подолом було змінено та обраний обхідний варіант через Подільську промислову зону.
У 1995 році розпочаті роботи із проєктування Подільсько-Вигурівської лінії, де замовником проєктування та будівництва цієї лінії було комунальне підприємство «Київський метрополітен», генеральним проєктувальником — державне підприємство «Проєктний інститут „Укрметротунельпроєкт“», генеральним підрядником — відкрите акціонерне товариство «Київметробуд», якими було виконано значні обсяги робіт, але не завершений в повному обсязі.
20 липня 2004 року, з початком будівництва Подільського мостового переходу, було відновлено роботи з проєктування та спорудження Подільсько-Вигурівської лінії від станції «Вокзальна» до житлового масиву Вигурівщина-Троєщина з будівництвом електродепо.
У 2025 році очікується оголошення тендеру на завершення проєктування всієї Подільсько-Вигурівської лінії від Кільцевої дороги на житловий масив Вигурівщина-Троєщина з електродепо. Метою тендеру — визначення трасування лінії, розташування, кількість станцій та електродепо, а також черг (пускових комплексів) будівництва. При цьому мають бути враховані існуюча містобудівна ситуація, пасажиропотоки та проєктні рішення, затверджені розпорядженням виконавчого органу Київської міської ради (Київської міської державної адміністрації) від 30 січня 2012 року № 134.
Водночас у комунального підприємства «Київський метрополітен» наявна проєктна документація з будівництва дільниці Подільсько-Вигурівської лінії метрополітену від станції «Глибочицька» до станції «Райдужна» з відгалуженням у бік житлового масиву Вигурівщина-Троєщина.
Очікується, що ця дільниця буде першою чергою будівництва нової лінії. Вона матиме шість станцій: 
- «Глибочицька» — матиме перехід на станцію Лук'янівська Сирецько-Печерської лінії.
- «Подільська» — матиме перехід на станцію Тараса Шевченка Оболонсько-Теремківської лінії.
- Три станції на естакаді Подільського мостового переходу:
  - «Суднобудівна»
  - «Труханів острів»
  - «Затока Десенка» (перспективна, буде споруджена в основних і огороджувальних конструкціях)
- «Райдужна» — стане частиною транспортно-пересадочного вузла на території Русанівських садів, що також інтегрує автобуси, трамваї та електрички.

За станціями «Глибочицька» та «Райдужна» проєкт передбачає будівництво тунелів для обороту та відстою рухомого складу.
До 2040 року (друга черга) додатково до першого пускового комплексу передбачається звести 13,8 км лінії руху метрополітену та влаштувати 12 станцій: «Цветаєвої», Закревського, Лифаря, Драйзера, «Маяковського», «Бульвар Перова», «Стальського», «Братиславська», Затока Десенка, «Площа Перемоги», «Південний вокзал», «Солом’янська площа». Також за станцією «Вулиця Цветаєвої» у Деснянському районі буде збудоване електродепо «Троєщина». Таким чином до кінця 2040 року лінія має налічувати 17 станцій, а її протяжність становитиме 21 км.
На перспективу (орієнтовно у 2040-2050 роках) передбачається побудувати ще п’ять станцій:«Чоколівська», «Аеропорт», «Кільцева дорога», «Курчатова» та «Вулиця Кіото». Ці нові станції, що будуть розташовані на лівому та правому берегах Києва, збільшать протяжність лінії на 10 км. Кінцевою зупинкою лінії у Солом'янському районі стане станція «Кільцева дорога», за якою буде збудоване електродепо «Гатне».

## Історія будівництва
20 липня 2004 року Київською міською радою було прийнято розпорядження № 1312 «Про відновлення робіт з проектування та спорудження Подільсько-Виґурівської лінії Київського метрополітену від станції «Вокзальна» до житлового масиву Вигурівщина-Троєщина з електродепо», яке фактично дало старт будівництву нової лінії метро інтегрованої в конструкцію Подільського мостового переходу. Комунальній корпорації «Київавтодор» було доручено передбачити в проекті Подільського мостового переходу будівництво прогонової будови під колії та несучі конструкції платформ станції метрополітену.
У період з 2004 по 2024 роки в конструкціях Подільського мостового переходу була збудована ділянка протяжністю 3,2 км. Вона включає в себе метрорівнень естакад та мостів від 17-ї (устійної) опори на Рибальському півострові до 26-ї опори (портал метрополітену) на Русанівських садах. Окрім наземної частини, були прокладені тунелі у тілі насипу мостового переходу від порталів метрополітену до вул. Прибережна на Русанівських садах. Також в основних несучих конструкціях мостового переходу побудовано платформи естакадних станцій «Суднобудівна», «Труханів острів» і «Затока Десенка».
Станом на грудень 2024 року триває будівництво тунелів в напрямку майбутньої станції метро «Райдужна».
Продовжити будівництво лінії (дільниць) за межами конструкції Подільського мостового переходу можливо тільки після відповідного розроблення, у встановленому законодавством порядку, проєктної документації з визначенням трасування лінії, розміщення та кількості станцій і електродепо, черг (пускових комплексів) будівництва лінії, з урахуванням існуючої містобудівної ситуації, пасажиропотоків та проєктних рішень, затверджених розпорядженням виконавчого органу Київської міської ради (Київської міської державної адміністрації) від 30.01.2012 № 134.
Відповідно до рішення Київської міської ради від 05.12.2024 № 425/10233 «Про внесення змін до Програми економічного і соціального розвитку м. Києва на 2024—2026 роки» на будівництво Подільсько-Вигурівської лінії метрополітену на 2025 рік передбачені асигнування на суму 15 млн грн, які планується використати на проєктні роботи.